# Fashion Week Panama
Fashion Week Panama, conocida también como Días de Moda Panamá desde su creación hasta el 2010, es la semana de la moda de la capital panameña utilizada como una plataforma para el impulso del diseño de moda en Panamá y la región Centroamericana.  Se lleva a cabo anualmente en la Ciudad de Panamá, y es organizada por la productora privada Physical Modelos.  Entre el 2014 y el 2016, a raíz de una alianza comercial con Mercedes-Benz, el evento temporalmente tomó el nombre de Mercedes-Benz Fashion Week Panama.
El Fashion Week Panama es un evento de índole benéfica para fundaciones nacionales e internacionales; un porcentaje del ingreso de la venta de las boletas es destinado a donación. En el año 2015, el diseñador Indoamericano Naeem Khan cerró el evento con una pasarela a beneficio de la organización United Way.
Durante la semana del Fashion Week Panama, se organiza el concurso Hot Couture para que diseñadores emergentes tengan la oportunidad de ganar becas de estudios en diseño de moda.